# Filoviridae
I Filoviridae sono una famiglia di virus a RNA che appartiene all'ordine dei Mononegavirales e comprende sei generi:
- Cuevavirus
- Dianlovirus
- Marburgvirus
- Ebolavirus
- Striavirus
- Thamnovirus

Il nome deriva dalla parola latina filum, alludendo all'aspetto simile ad un filo assunto frequentemente dalle particelle virali nelle immagini ottenute mediante il microscopio elettronico.
Questi virus provocano nei primati febbri emorragiche virali, caratterizzate da sanguinamento e da anomalie della coagulazione, che spesso portano alla morte.

## Morfologia
I virioni possono essere filamentosi o assumere forme differenti (pleomorfismo), quali ramificazioni, forme ad U, a 6 o circolari.  Il diametro dei virioni è di circa 80 nm; mentre la loro lunghezza può raggiungere i 14000 nm. Il nucleocapside è allungato ed ha una simmetria elicoidale. Il materiale genetico è protetto da un envelope di natura lipidica, ogni virione contiene un genoma a ssRNA a polarità negativa.

## Classificazione
Ci sono sei generi correntemente accettati: Cuevavirus, Dianlovirus, Ebolavirus, Marburgvirus, Striavirus e Thamnovirus.
Tutti i generi proposti, eccetto l'Ebolavirus, contengono solo una specie, rispettivamente Lloviu cuevavirus, Marburg marburgvirus, Xilang striavirus e Huangjiao thamnovirus. Il genere Ebola, al contrario, contiene ben sei specie: Bundibugyo ebolavirus (dal capoluogo dell'Ugandan Bundibugyo District, luogo dove il filovirus è stato isolato per la prima volta), Reston ebolavirus, Sudan ebolavirus,  Taï Forest ebolavirus (anche detto Côte d'Ivoire ebolavirus), Zaire ebolavirus e Bombali ebolavirus (BOMV). Il genere Cuevavirus è stato introdotto dopo che erano stati creati nell'ordine i generi Marburgvirus e Ebolavirus, essendo stato approvato solo nel 2013 in seguito alla scoperta del primo filovirus europeo, in una grotta spagnola, temporaneamente chiamato Lloviu virus.

### Marburg
La famiglia Filoviridae è stato scoperta nel 1967, quando 31 persone si infettarono con il virus Marburg a Marburg in Germania dopo aver lavorato con tessuto da scimmie importate dall'Uganda. Sette persone che avevano contratto l'infezione morirono. Il Marburg riapparve nel 1975, provocando la morte di un sudafricano che aveva visitato lo Zimbabwe, e successivamente in modo sporadico sino al finire degli anni '90 (128 morti nella Repubblica Democratica del Congo tra il 1998 ed il 2000). Il virus provocò la morte di 227 persone nella provincia di Uige in Angola tra il 2004 e l'anno successivo. Nel 2008, la febbre emorragica Marburg ha ucciso una donna olandese che aveva visitato l'Uganda

### Ebola
La seconda specie della famiglia Filoviridae, Ebola, è stata scoperta nel 1976 quando se ne manifestarono due focolai nel nord Zaire (ora Repubblica Democratica del Congo) e nel Sudan meridionale.
Nel 1989, nei Laboratori Hazleton a Reston in Virginia (Usa) venne isolata una sottospecie di Ebola Virus, l'Ebola Reston, che non è patogenico per gli umani ed ha un basso grado di mortalità per le scimmie.
Il virus Ebola è un virus molto potente, con un tasso di mortalità che va dal 20% al 90% come segnalato da alcuni focolai di Ebola in Zaire.

## Infezione e replicazione
La riserva naturale del virus Marburg e del virus Ebola sembra essere zoonotica, il virus cioè si trasmette agli esseri umani dagli altri animali. I numerosi tentativi per trovare l'origine di entrambi i virus sono finora risultati vani. Alcune specie di pipistrelli nativi nelle aree più colpite dai virus sono stati indicati come i probabili portatori, perché possono replicare i virus. 
I meccanismi attraverso cui questi due virus si diffondono non sono stati ancora pienamente compresi. Anche la via di trasmissione dagli animali all'uomo è sconosciuta. Il contagio tra le persone avviene principalmente attraverso il contatto con fluidi corporei infetti, quali sangue o vomito.